# Kajetan von Thiene
Kajetan von Thiene (auch Cajetan; italienisch Gaetano da Thiene; lateinisch Cajetanus Thienaeus) (* Oktober 1480 in Vicenza; † 7. August 1547 in Neapel) war ein italienischer römisch-katholischer Geistlicher. Er war Mitbegründer des Ordens der Theatiner und ist ein Heiliger der römisch-katholischen Kirche. Er ist nicht zu verwechseln mit Kardinal Thomas Cajetan.

## Leben

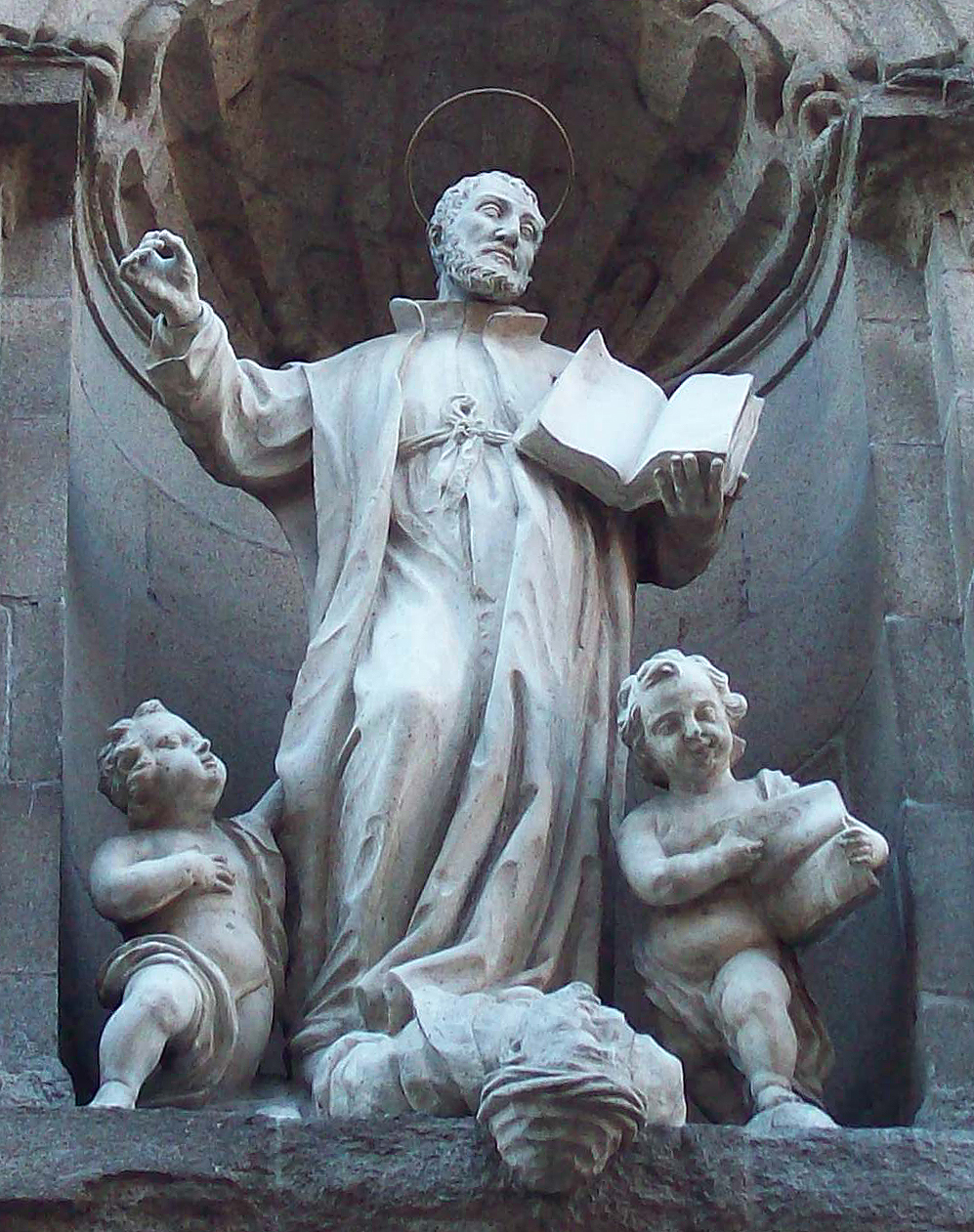
Kajetan von Thiene. Skulptur aus dem 17. Jahrhundert von Pedro Alonso de los Ríos aus der Iglesia de San Cayetano (St.-Kajetan-Kirche), Madrid

Kajetan entstammte einem venezianischen Grafengeschlecht. Er studierte Rechtswissenschaften an der Universität Padua und wurde dort 1505 zum Doctor iuris utriusque promoviert. Danach wurde er von Papst Julius II. zum Apostolischen Protonotar ernannt.
Im Jahr 1516 empfing Kajetan die Priesterweihe, wurde Mitglied beim Oratorium der göttlichen Liebe und setzte sich für die Reform des römischen Klerus ein. 1518 kehrte er nach Vicenza zurück, stiftete ein Heim für unheilbar Kranke und trat der Bruderschaft des heiligen Hieronymus bei, die sich den Dienst an Armen und Kranken zur Aufgabe gemacht hatte. Bis 1521 wirkte er für das Oratorium in Venedig und danach in Rom.
In Rom reifte in ihm der Plan zur Gründung einer neuartigen Ordensgemeinschaft, die die Missstände beim Klerus bekämpfen sollte. Hierzu konnte er Bischof Gian Pietro Carafa von Theatinum (heute Chieti), den späteren Papst Paul IV., gewinnen. Die beiden begründeten 1524 den Ordo Clericorum Regularium, vulgo Theatinorum („Orden der Regularkleriker, Theatiner genannt“; Ordenskürzel CR), der bis heute unter der Kurzbezeichnung Theatiner (OTheat) bekannt ist, den ältesten Orden dieses Typs (vgl. Jesuiten). Die Bestätigung der Gründung erfolgte durch Papst Clemens VII. am 24. Juni 1524. Mit dessen Unterstützung nahm der Orden seine Arbeit auf, doch in den unruhigen Zeiten des Sacco di Roma mussten die Ordensmitglieder 1527 fliehen. Sie begaben sich nach Venedig, wo ihnen das Kloster vom heiligen Nikolaus überlassen wurde, dessen Propst Kajetan wurde. Während der Pestepidemie 1528 gehörte er, der Vorbild und Mittelpunkt der jungen Gemeinschaft war, zu den tatkräftigsten Helfern; 1533 wurde er mit der Gründung einer Theatiner-Niederlassung in Neapel betraut. Ab 1540 wirkte er wiederum in Venedig und kehrte 1543 nach Neapel zurück, wo er am 7. August 1547 verstarb, auf einem auf den Boden gelegten Bußgewand.
Am 8. Oktober 1629 wurde Kajetan von Papst Urban VIII. selig-, am 12. April 1671 von Clemens X. heiliggesprochen. Seine Reliquien werden heute in der Kirche von St. Paul zu Neapel aufbewahrt. Sein Festtag ist der 7. August.
Aus Dankbarkeit über die Geburt des Kurprinzen Maximilian II. erbaute Kurfürst Ferdinand Maria von Bayern 1662 die Theatinerkirche St. Kajetan in München. Außerdem ernannte er Kajetan 1672 zum Patron von Altbayern.
Durch seinen überzeugenden Einsatz und sein Wirken entwickelten sich die Theatiner neben dem ähnlich strukturierten Orden der Jesuiten und der Kongregation vom Oratorium des heiligen Philipp Neri zur bedeutendsten Reformkraft in Italien.